# Horní Stropnice
Obec Horní Stropnice (do roku 1950 jen Stropnice, něm. Strobnitz) se nachází v přírodním parku Novohradské hory, asi 12 km jihovýchodně od města Trhové Sviny v okrese České Budějovice. Žije zde přibližně 1 500 obyvatel.

## Historie
Obec Horní Stropnice bývala původně malou osadou nacházející se na okraji neosídleného pohraničního hvozdu, v území, které věnoval roku 1185 český kníže Bedřich jako léno Hadmarovi z Kuenringu.
Samotná Stropnice vznikla někdy koncem 12. století, v roce 1259 vlastnil její jednu polovinu Vok I. z Rožmberka, druhá část patřila Albertovi z Boršova, jenž se později psal ze Stropnice. Právě v této druhé části vsi stávala až do 15. století tvrz, ta byla za husitských válek vypálena. Jeden díl osady získal následně dědictvím nebo koupí Smil z Hradů a roku 1300 jej prodal vyšebrodskému klášteru. Během první poloviny 14. století byly obě části vsi spojeny, Stropnice se stala městečkem a obdržela vlastní znak.
V roce 1359 ji celou drželi Rožmberkové. Roku 1486 podlehla značná část městečka zkáze při požáru. Po smrti Petra Voka z Rožmberka (1611) zdědili Stropnici společně s novohradským panstvím Švamberkové a v rámci pobělohorských konfiskací přešla roku 1620 do vlastnictví císařského generála Karla Bonaventury Buquoye.
Zdejší řemeslníci obdrželi v roce 1608 rozsáhlá privilegia, později potvrzená Buquoyem. Dobře se tu dařilo tkalcovství, v místě působil až do roku 1895 vlastní pivovar. Po zániku feudálního zřízení se Horní Stropnice stala roku 1849 samostatnou obcí.
V Horní Stropnici byly časté požáry, a to v letech 1486, 1687, 1694, 1824, 1852, 1862.
Co se týče jejího hospodářského rozmachu, doplatila především na značnou vzdálenost od železnice; zamýšlená trať přímo přes městečko zůstala pouze v projektu. Přesto se z Horní Stropnice stalo centrum podhůří Novohradských hor, vzniklo zde muzeum, spořitelna, pošta, strojní pletárna, sodovkárna, elektrárna, cihelna, pila, cementárna a dařilo se spolkovému životu. Od roku 1888 pracovala zdejší důležitá továrna na výrobu zemědělských strojů. V letech 1938 až 1945 bylo území obce v důsledku uzavření Mnichovské dohody přičleněno k nacistickému Německu. Ačkoli jisté přerušení čilého života městečka přinesl odsun německého obyvatelstva provedený po druhé světové válce, dokázala si Horní Stropnice udržet postavení střediska celé přilehlé oblasti a zůstala výchozím bodem na cestě do Novohradských hor.

## Místní části
K obci Horní Stropnice patří ještě osady Bedřichov, Dlouhá Stropnice, Dobrá Voda, Hojná Voda, Humenice, Chlupatá Ves, Konratice, Meziluží, Olbramov, Paseky, Rychnov u Nových Hradů, Staré Hutě, Svébohy, Světví a Šejby. Další místní části jsou zaniklé původní vsi Hlinov, Krčín, Střeziměřice, Vesce a Vyhlídky.
Obec se člení na dvanáct katastrálních území:
- Bedřichov u Horní Stropnice – část Bedřichov
- Dlouhá Stropnice – část Dlouhá Stropnice
- Dobrá Voda u Horní Stropnice – část Dobrá Voda
- Hojná Voda – část Hojná Voda
- Horní Stropnice – části Horní stropnice, Světví, Vyhlídky
- Konratice – část Konratice
- Meziluží – části Meziluží, Chlupatá Ves a Vesce
- Paseky u Horní Stropnice – část Paseky
- Rychnov u Nových Hradů – část Rychnov u Nových Hradů
- Staré Hutě u Horní Stropnice – část Staré Hutě
- Svébohy – části Svébohy, Hlinov, Humenice, Krčín, Olbramov, Střeziměřice
- Šejby – část Šejby

## Pamětihodnosti
- Kostel svatého Mikuláše
- Budova fary
- Mariánský sloup na náměstí z roku 1765, se sochami sv. Josefa, Jana Nepomuckého, Floriána a Šebestiána na podstavci

## Volnočasové aktivity, turistika
V obci je koupaliště, možnosti rybolovu, ubytování a v zimních měsících lyžování. Nedaleko se nachází hraniční přechod Šejby – Harbach pro pěší a cyklisty, přes který vede cyklotrasa Via Verde s devíti zastávkami. Pro cyklisty zde také existuje na stejné cyklotrase přeshraniční propojení Lukov – Hirschenwies. V blízkosti obce je kulturní památka tvrz Cuknštejn.